# Świtały
Świtały (kaszb. Switałë, niem. Marienfelde) – osada w Polsce położona w województwie pomorskim, w powiecie słupskim, w gminie Damnica na Pobrzeżu Słowińskim. Wraz ze wsią Jeziorka tworzy sołectwo Świtały.
W latach 1975–1998 miejscowość administracyjnie należała do województwa słupskiego.

## Nazwa
Nazwa jest tzw. chrztem nazewniczym i ma charakter pseudorodowy. Powstała od nazwy osobowej Świtała. Pierwotna niemiecka nazwa Marienfelde, po raz pierwszy odnotowana w 1863, ma charakter pamiątkowy i jest zrostem dwóch członów: nazwy osobowej Maria i nazwy pospolitej Feld „pole”.
Rada Języka Kaszubskiego proponuje opartą na polskiej kaszubską formę nazwy Switałë.